# Corpo Nazionale
Corpo Nazionale (in ucraino Національний корпус?, Nacional'nyj korpus) è un partito politico ucraino neo-nazista fondato nel 2016 e guidato da Andrіj Bіlec'kij. Le basi del partito sono formate dai veterani del Battaglione Azov della Guardia Nazionale Ucraina e dai membri del Corpo Civile Azov, un'organizzazione non governativa e non militare associata al battaglione.

## Storia
Il 14 ottobre 2016 circa 300 delegati provenienti da tutta l'Ucraina hanno partecipato al congresso di fondazione del partito a Kiev
. Il partito è stato inizialmente registrato come "Patrioti Ucraini"
(in ucraino Патріот України?). Il congresso ha eletto all'unanimità Andrіj Bіlec'kij (membro del parlamento ucraino) come leader, ed eletto Nazariy Kravchenko (Comandante della Guardia Nazionale di Azov) come vice leader e nominato membro del consiglio di governo del partito. Il congresso si è concluso con una "Marcia Nazionale", che ha organizzato con Pravyj Sektor (un'altra organizzazione di estrema destra). Circa 5.000 persone hanno preso parte alla marcia dalla Statua della Madre Patria (nel Museo della storia dell'Ucraina nella seconda guerra mondiale) alla Cattedrale di Santa Sofia. Alcuni dei manifestanti indossavano o portavano il simbolo giallo e blu con la runa Wolfsangel del Battaglione Azov; questo simbolo è associato alle Waffen-SS in Ucraina. Il 14 ottobre è il Giorno dei Difensori dell'Ucraina, giorno festivo dal 2015.
Nel 2019, un'indagine di Bellingcat ha rivelato che il governo ucraino ha erogato oltre 8 milioni di grivne per "progetti di educazione nazional-patriottica" rivolti ai giovani ucraini. Questi soldi sono andati a due gruppi neonazisti quali il Corpo nazionale e S14.

## Ideologia
Il partito promuove l'espansione dei poteri al Presidente dell'Ucraina conferendogli l'autorità di essere il Comandante Supremo delle Forze Armate dell'Ucraina oltre che il capo del governo
.
Il Corpo Nazionale è favorevole al ripristino dello status di potenza nucleare dell'Ucraina e alla nazionalizzazione delle imprese che erano di proprietà della RSS Ucraina quando l'Ucraina ha acquisito l'indipendenza nel 1991. È contro l'adesione dell'Ucraina all'Unione europea e alla NATO. Vuole creare l'Unione "Intermarium" con le nazioni del Mar Baltico e del Mar Nero (includendo Ucraina, Bielorussia, Polonia, Lituania, Lettonia, Estonia, Repubblica Ceca, Slovacchia, eccetera) ). Il partito promuove inoltre l'espansione del porto d'armi e avviare una discussione pubblica sul ripristino della pena capitale per i casi di alto tradimento e l'appropriazione indebita di importi eccessivi di fondi governativi da parte dei funzionari.